# Lethe luteofasciata
Lethe luteofasciata är en fjärilsart som beskrevs av Gustave Arthur Poujade 1884. Lethe luteofasciata ingår i släktet Lethe och familjen praktfjärilar. Inga underarter finns listade i Catalogue of Life.